# Saint-Hilaire-de-Riez
Saint-Hilaire-de-Riezlà một xã của Pháp, đây là một điểm du lịch ven biển nằm trên Côte de Lumière thuộc département Vendée trong vùng Pays de la Loire. Xã này có diện tích km², dân số năm 2006 là người. Xã nằm ở khu vực có độ cao trung bình mét trên mực nước biển.

## Biến động dân số
| Năm | 1962  | 1968  | 1975  | 1982  | 1990  | 1999  | 2006   |
| --- | ----- | ----- | ----- | ----- | ----- | ----- | ------ |
| Dân số | 4 038 | 4 339 | 5 028 | 6 041 | 7 416 | 9 927 | 10 063 |
| From the year 1962 on: No double counting—residents of multiple communes (e.g. students and military personnel) are counted only once. |       |       |       |       |       |       |        |